# Glory Days 2
Glory Days 2 est un jeu vidéo de type shoot 'em up développé par ODenis Studio et édité par Ghostlight, sorti en 2007 sur Nintendo DS.
Il fait suite à Glory Days: The Essence of War sur Game Boy Advance et a pour suite Glory Days: Tactical Defense.
Nominations:
2 nominations pour la bande sonore sur IGN.

## Accueil
- Jeuxvideo.com : 12/20[1]